# Estação Pape
Pape é uma estação do metrô de Toronto, localizada na linha Bloor-Danforth. Localiza-se no cruzamento da Danforth Avenue com a Pape Avenue.
Pape possui um terminal de ônibus integrado, que atende a três linhas de superfície do Toronto Transit Commission. O nome da estação provém da Pape Avenue, a principal rua norte-sul servida pela estação.